# Logische constante
Een logische constante is een bouwsteen van een logische formule. Voorbeelden van logische constanten zijn kwantoren (alle, geen, sommige), negatie (niet), en connectieven (en, of, noch, als). Ze worden constanten genoemd, omdat hun betekenis vastligt in elke situatie. Inhoudswoorden als "paard" zijn geen constanten, omdat hun denotatie kan variëren. De waarheidswaarde van "Alle paarden zijn dood" kan daardoor per situatie verschillen, maar de betekenis van "alle" en "zijn" ligt telkens vast.
Neem een redenering als:
Alle paarden zijn vissen;
Alle vissen zijn horloges
→ Alle paarden zijn horloges
Het is eenvoudig in te zien dat de redenering van dit syllogisme geldig is, hoewel de premissen onwaar zijn. Het patroon is:
Alle A zijn B;
Alle B zijn C
→ Alle A zijn C
Dit patroon is verkregen door alle inhoudswoorden te vervangen door symbolen, en de zogenaamde
logische constanten (alle, zijn) te laten staan.
Deze denkwijze is voor het eerst uitgebreid beschreven door Aristoteles.